# Dólar kiribatiano
El dólar kiribatiano es el signo monetario de la República de Kiribati. Se subdivide en 100 cents. No es una divisa independiente ya que las monedas de Kiribati están sujetas a una relación de 1 a 1 con el dólar australiano. Las monedas de uso común se emitieron en los 1979, 1989 y 1992 y circulan junto con los billetes y monedas de la unidad monetaria de Australia.
En 1979, Kiribati comenzó a emitir sus propias monedas, que continúan circulando junto con las monedas y billetes australianos. Las monedas kiribatianas no son de curso legal en Australia. Esta relación similar guarda el dólar tuvaluano con la divisa australiana o la corona de las Islas Feroe con la corona danesa y la relación del balboa panameño con el dólar de los Estados Unidos. El dólar de Kiribati no es una moneda independiente, sino una variación del dólar australiano.

## Historia
Previo a obtener su independencia, en Kiribati (entonces parte de la colonia británica de las islas Gilbert y Ellice) circulaban únicamente monedas de Australia entre 1966 hasta 1979. Antes de la introducción del dólar en Australia, se utilizó la libra australiana desde inicios de la Primera Guerra Mundial. Dicha divisa se usaba principalmente en todas las islas, aunque las autoridades de las islas Gilbert y Ellice emitieron también sus propios billetes en la década de 1940 y eran utilizados a la par y se podían redimir por libras esterlinas a su valor nominal.
Durante la ocupación japonesa de las islas durante la Segunda Guerra Mundial se usó la libra de Oceanía, divisa que constaba solamente de billetes creada por el gobierno japonés para ser una moneda universal en sus territorios conquistados en el Pacífico. No obstante, tras la derrota del Imperio del Japón en 1945, la libra de Oceanía fue sustituida por la libra australiana nuevamente.
Luego de su independencia el 24 de julio de 1979, el naciente gobierno de Kiribati ordenó la emisión de sus propias monedas para legitimar su nuevo estatus político y, aunque se usarían billetes australianos, la decisión de emitir monedas nacionales fue ampliamente favorecida y aceptada. En 1989 se introdujo una moneda de dos dólares para reemplazar a los billetes de idéntica denominación y celebrar el décimo aniversario de la declaración de independencia.

## Monedas
Las primeras monedas de Kiribati se introdujeron en 1979 después de la independencia y son convertibles al dólar australiano. Las monedas se emitieron en denominaciones de 1, 2, 5, 10, 20, 50 centavos y 1 dólar. A excepción de las piezas de 50 centavos y 1 dólar, todas las demás monedas fraccionarias tienen el mismo tamaño, peso y composición que sus equivalentes australianas: las monedas de 1 y 2 centavos acuñadas en bronce y las piezas de 5, 10, 20, 50 centavos y 1 dólar compuestas de cuproníquel.
En coincidencia con el décimo aniversario de la independencia, se acuñaron monedas de 2 dólares en latón de níquel. Esta medida coincidió con la decisión de Australia de emitir en 1988 una moneda de dos dólares para sustituir al billete de dicha denominación. Las monedas de 2 dólares de Kiribati poseen un tamaño y peso muy superiores que las de Australia.
Casi todas las monedas kiribatianas están fechadas en 1979, coincidentemente con su independencia, pero hay algunas excepciones. En 1992 se emitieron monedas de 1 centavo en bronce y acero revestido en cobre, de 2 centavos en bronce y 5 centavos en acero revestido en cuproníquel aunque estas últimas con cuños fechados con el año 1979.
Las emisiones de la década del 90 son distintas ya que las enchapadas son magnéticas y también tienen una diferente pátina o brillo y fueron producidas para compensar la descontinuación de Australia de las dos denominaciones más bajas. Sin embargo, una pequeña acuñación de la emisión de 1992 de 1 centavo fue acuñada en bronce. No hay registros de que se hayan emitido nuevamente las monedas de 10, 20, 50 centavos y $1. Aunque Kiribati retiene en curso legal a las monedas de 1 y 2 centavos (Australia discontinuó la emisión y el uso de las suyas), la inflación y el redondeo de precios han generado que se discontinúen de la circulación general.
Desde 1992 que Kiribati no ha emitido nuevas monedas de circulación, por lo que la mayoría de las existentes presentan un gran desgaste o se encuentran aun almacenadas en bancos. Las piezas australianas se han vuelto más frecuentes que las locales en regiones más pobladas, ya que el gobierno considera que es más práctico y rentable utilizar monedas australianas en lugar de gastar fondos en producir monedas de Kiribati adicionales.
El lado principal de todas las monedas de Kiribati representa el escudo nacional, mientras que el anverso representa la flora, la fauna y los elementos de importancia cultural para las islas. Las monedas fueron diseñadas por el escultor y grabador Michael Hibbit.
| Cono monetario de la República de Kiribati | Cono monetario de la República de Kiribati | Cono monetario de la República de Kiribati | Cono monetario de la República de Kiribati | Cono monetario de la República de Kiribati | Cono monetario de la República de Kiribati | Cono monetario de la República de Kiribati | Cono monetario de la República de Kiribati | Cono monetario de la República de Kiribati                                                            | Cono monetario de la República de Kiribati                   | Cono monetario de la República de Kiribati | Cono monetario de la República de Kiribati |
| Imagen                                     | Imagen                                     | Valor                                      | Parámetros                                 | Parámetros                                 | Parámetros                                 | Descripción                                | Descripción                                | Descripción                                                                                           | Descripción                                                  | Fecha de emisión                           |                                            |
| Reverso                                    | Anverso                                    | Valor                                      | Diámetro                                   | Espesor                                    | Peso                                       | Composición                                | Canto                                      | Reverso                                                                                               | Anverso                                                      | Fecha de emisión                           |                                            |
| ------------------------------------------ | ------------------------------------------ | ------------------------------------------ | ------------------------------------------ | ------------------------------------------ | ------------------------------------------ | ------------------------------------------ | ------------------------------------------ | --- | ------------------------------------------------------------ | ------------------------------------------ | ------------------------------------------ |
|                                            |                                            | 1 Cent                                     | 17.5 mm                                    | 1,4 mm                                     | 2,6 g                                      | Bronce                                     | Liso                                       | Valor, Fregata posada sobre una rama                                                                  | Escudo de Kiribati, inscripción «KIRIBATI», año de acuñación | 1979                                       |                                            |
| 1,56 mm                                    | Acero revestido en Cobre                   | 1 Cent                                     | 17.5 mm                                    | 1992                                       | 2,6 g                                      |                                            | Liso                                       | Valor, Fregata posada sobre una rama                                                                  | Escudo de Kiribati, inscripción «KIRIBATI», año de acuñación |                                            |                                            |
|                                            |                                            | 2 Cents                                    | 21,6 mm                                    | 1,9 mm                                     | 5,2 g                                      | Bronce                                     | Liso                                       | Valor, planta B'abal                                                                                  | Escudo de Kiribati, inscripción «KIRIBATI», año de acuñación | 1979, 1992                                 |                                            |
|                                            |                                            | 5 Cents                                    | 19,3 mm                                    | 1,1 mm                                     | 2,73 g                                     | Cuproníquel                                | Estriado                                   | Valor, Gekko gecko                                                                                    | Escudo de Kiribati, inscripción «KIRIBATI», año de acuñación | 1979                                       |                                            |
| 1,5 mm                                     | 2,8 g                                      | 5 Cents                                    | 19,3 mm                                    | Acero revestido en Cuproníquel             | 1979                                       |                                            | Estriado                                   | Valor, Gekko gecko                                                                                    | Escudo de Kiribati, inscripción «KIRIBATI», año de acuñación |                                            |                                            |
|                                            |                                            | 10 Cents                                   | 23,6 mm                                    | 1,76 mm                                    | 5,7 g                                      | Cuproníquel                                | Estriado                                   | Valor, Frutipan                                                                                       | Escudo de Kiribati, inscripción «KIRIBATI», año de acuñación | 1979                                       |                                            |
|                                            |                                            | 20 Cents                                   | 28,45 mm                                   | 2 mm                                       | 11,15 g                                    | Cuproníquel                                | Estriado                                   | Valor, tres delfines                                                                                  | Escudo de Kiribati, inscripción «KIRIBATI», año de acuñación | 1979                                       |                                            |
|                                            |                                            | 50 Cents                                   | 31,65 mm                                   | 2,6 mm                                     | 15,4 g                                     | Cuproníquel                                | Estriado                                   | Valor, nuez de Panda oleosa                                                                           | Escudo de Kiribati, inscripción «KIRIBATI», año de acuñación | 1979                                       |                                            |
|                                            |                                            | 1 Dollar                                   | 30 mm                                      | 2,05 mm                                    | 11,7 g                                     | Cuproníquel                                | Liso dodecagonal                           | Valor, Canoa polinesia con dos pescadores                                                             | Escudo de Kiribati, inscripción «KIRIBATI», año de acuñación | 1979                                       |                                            |
|                                            |                                            | 2 Dollars                                  | 28,4 mm                                    | 3,3 mm                                     | 15,9 g                                     | Latón de níquel                            | Estriado                                   | Valor, Casa de reuniones, Prosobranchia a la izquierda, inscripción «TENTH-INDEPENDENCE ANNIVERSARY». | Escudo de Kiribati, inscripción «KIRIBATI», año de acuñación | 1989                                       |                                            |

## Billetes
En 1942 el gobierno local de la colonia de las Islas Gilbert y Ellice imprimió billetes con valores de 1, 2, 5, 10 chelines y 1 libra y eran convertibles a la libra australiana. 
La libra de Oceanía circuló durante la ocupación japonesa en las islas hasta el final de la Segunda Guerra Mundial en 1945, momento en el cual se reintrodujo la libra australiana. Desde 1966 circulan los billetes del dólar australiano.